# Gigarcanum delcourti
Gigarcanum delcourti è un geco gigante estinto appartenente alla famiglia Diplodactylidae, presumibilmente vissuto in Nuova Caledonia. Con la sua lunghezza totale di oltre 60 cm, è considerato il più grande geco mai esistito.
La specie è conosciuta da un solo esemplare (che dunque funge da olotipo) imbalsamato ritrovato nel Museo di storia naturale di Marsiglia nel 1986.

## Etimologia
Il nome del genere "Gigarcanus" viene dall'unione delle parole latine gigas e arcanus, che fanno riferimento alle dimensioni della specie e alla provenienza sconosciuta di questa.
La seconda parte della nomenclatura binomiale invece deriva dal cognome di Alain Delcourt, l'assistente della collezione di erpetologia del museo dove fu rinvenuto l'esemplare.

## Storia
L'unico esemplare conosciuto è stato ritrovato nel Museo di storia naturale di Marsiglia nel 1986, imbalsamato e mancante dello scheletro assiale (eccetto il cranio, che è presente) ed è stato rinvenuto senza dati sul luogo o anno in cui l'animale è stato catturato.
In uno studio dello stesso anno è stato descritto come appartenente al genere Hoplodactylus (presente esclusivamente in Nuova Zelanda) in base alla morfologia delle zampe. Inoltre lo studio suggeriva una possibile identità tra questo e il kawekaweau, il nome in maori dato una lucertola che non è mai stata identificata con certezza, e che era descritta vivere sull'Isola del Nord.
Dopo questa prima descrizione si è diffuso il nome comune dell'animale "geco neozelandese gigante".
Il tentativo nel 1994 di estrarre il DNA dall'unico esemplare non ebbe successo. Nel 2016 Trevor Worthy suggerì che l'esemplare provenisse da un'isola della Nuova Caledonia piuttosto che dalla Nuova Zelanda, a causa della mancanza di prove fossili della lucertola nella Nuova Zelanda, nonostante l'abbondanza di resti di tutte le altre specie note di gechi neozelandesi.
Ciò è stato confermato dal sequenziamento del DNA mitocondriale dell'esemplare nel 2023, che ha rivelato che la specie è annidata all'interno dei generi di Diplodactylidae della Nuova Caledonia, piuttosto che in quelli della Nuova Zelanda, ed era abbastanza distintivo da giustificare la collocazione nel nuovo genere Gigarcanum. Nell'analisi del DNA, i rapporti di parentela dei gechi della Nuova Caledonia sono stati scarsamente risolti, ma Gigarcanum è stato generalmente trovato più strettamente imparentato con i generi della Nuova Caledonia Eurydactylodes, Mniarogekko e/o Rhacodactylus. La provenienza dalla Nuova Caledonia spiegherebbe anche perché l'esemplare fu rinvenuto in un museo francese.

## Descrizione

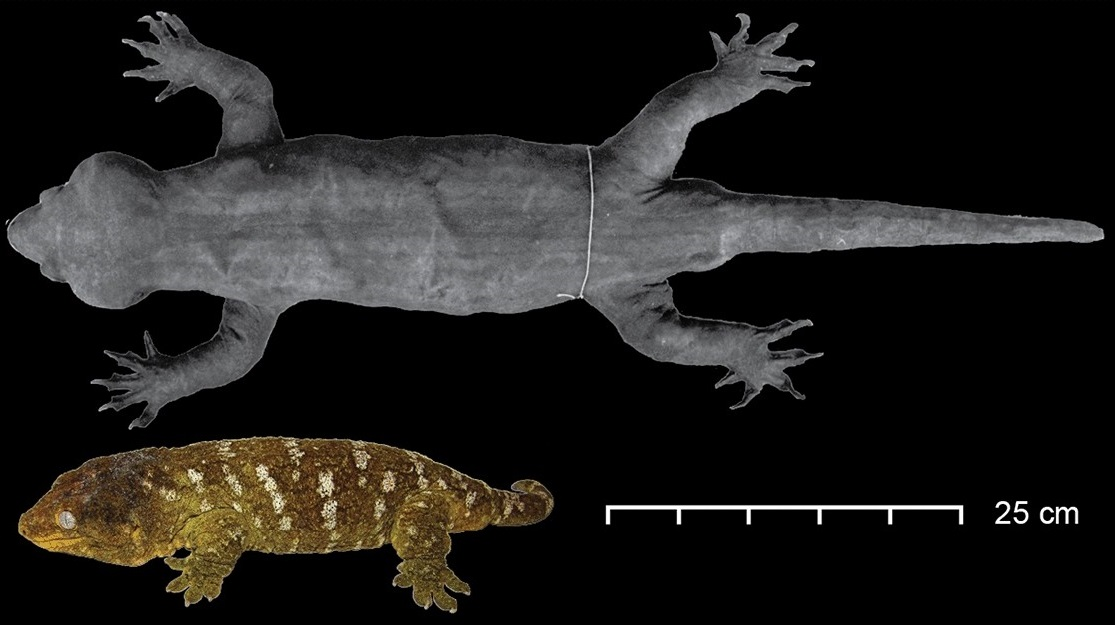
Comparazione delle dimensioni dell'olotipo (in alto) con Rhacodactylus leachianus

Gigarcanum delcourti, con una lunghezza dal muso alla cloaca di 37 cm e una lunghezza complessiva (compresa la coda) di almeno 60 cm, è più lungo del 50% e probabilmente era più pesante del più grande geco vivente, Rhacodactylus leachianus, anch'esso della Nuova Caledonia. Il corpo è robusto e la coda è affusolata, cilindrica e debolmente anellata. Il cranio è grande e costituisce circa il 20% della distanza tra il muso e la cloaca. Le dita presentano artigli e hanno (così come tutti i veri gechi) zone adesive, che in questo caso sono rettangolari e larghe. Il colore del corpo è bruno-giallastro, con strisce bruno-rossicce scure che corrono lungo la parte superiore del corpo.

## Habitat ed ecologia
In base al confronto con i suoi parenti viventi, era probabilmente un animale arboricolo notturno. Probabilmente la sua dieta era composta principalmente da artropodi, ma forse consumava anche stagionalmente frutta. Verosimilmente deponeva due uova alla volta come tutti gli altri gechi della Nuova Caledonia conosciuti, anche se non è determinabile se fosse oviparo o viviparo.

## Estinzione
Gigarcanum delcourti era probabilmente già estremamente raro all'epoca della colonizzazione della Nuova Caledonia a metà del XIX secolo, data l'assenza di altre descrizioni della specie.